# Apeadeiro de Feliteira
O apeadeiro de Feliteira é uma gare da Linha do Oeste, que serve a localidade de Feliteira, no concelho de Torres Vedras, em Portugal.

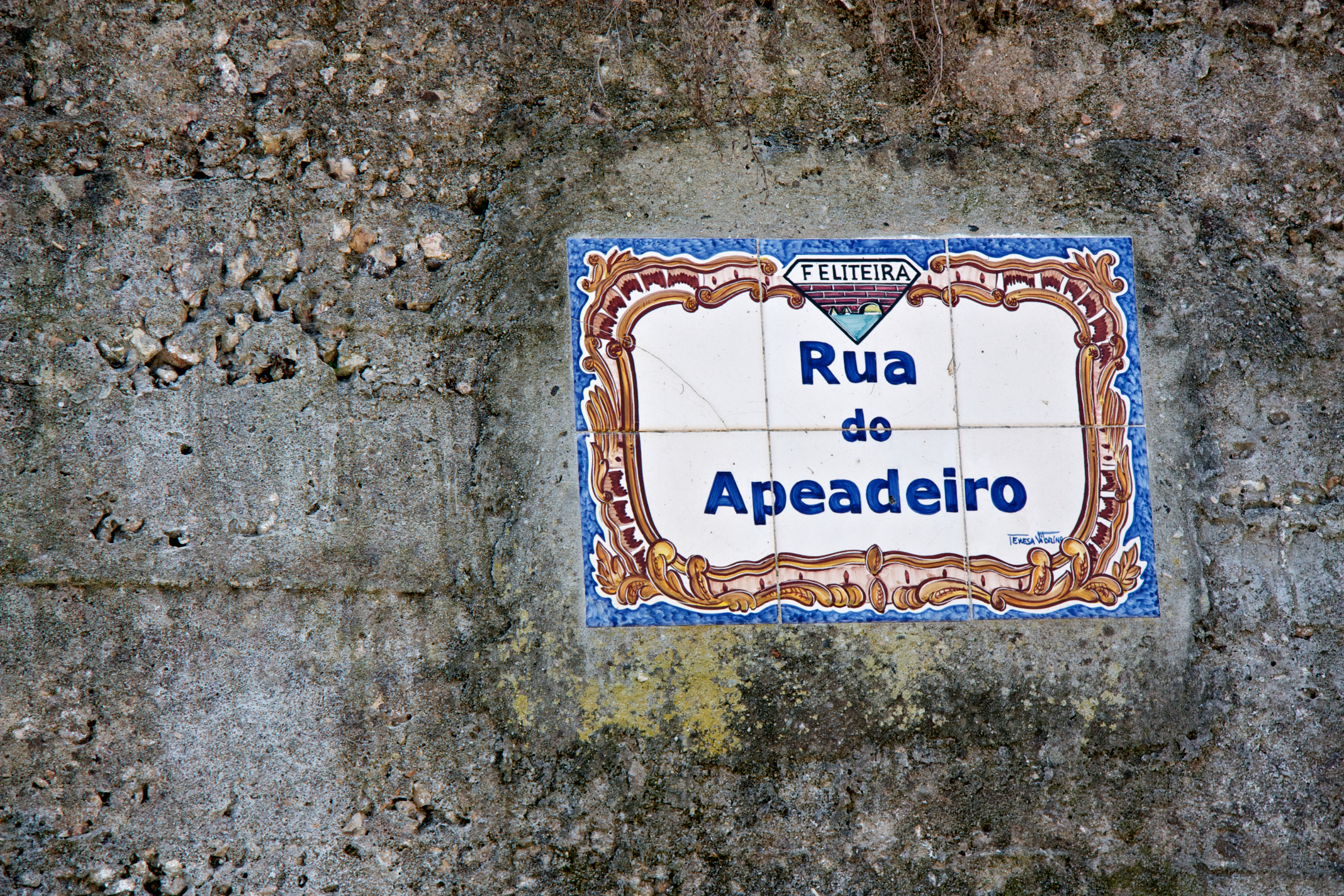
Placa azulejar toponímica na Feliteira: Rua do Apeadeiro

## Descrição

### Localização e acessos
Esta interface situa-se no centro do aglomerado populacional de Feliteira, que é dividido norte-sul pela via férrea e pelo Rio Sizandro, distando menos de meio quilómetro do centro da localidade (Tv.ª D.ra Auzenda); contígua à plataforma existe uma passagem inferior que vence o Rio Sizandro bem como um arruamento local do mesmo nome (Largo do Sizandro); neste local a Linha do Oeste segue paralela a esse rio, entre Sapataria e Torres Vedras, num troço de 18 km.

### Infraestrutura
Como apeadeiro em linha em via única, esta interface tem uma só plataforma, que tem 90 m de comprimento e 75 cm de altura e se situa do lado poente da via (lado direito do sentido ascendente, para Figueira da Foz).

### Serviços
Em dados de 2023, esta interface é servida por comboios de passageiros da C.P. de tipo regional, tipicamente com sete circulações diárias em cada sentido entre Lisboa - Santa Apolónia ou Mira Sintra - Meleças e Caldas da Rainha ou Coimbra-B ou Figueira da Foz.

## História

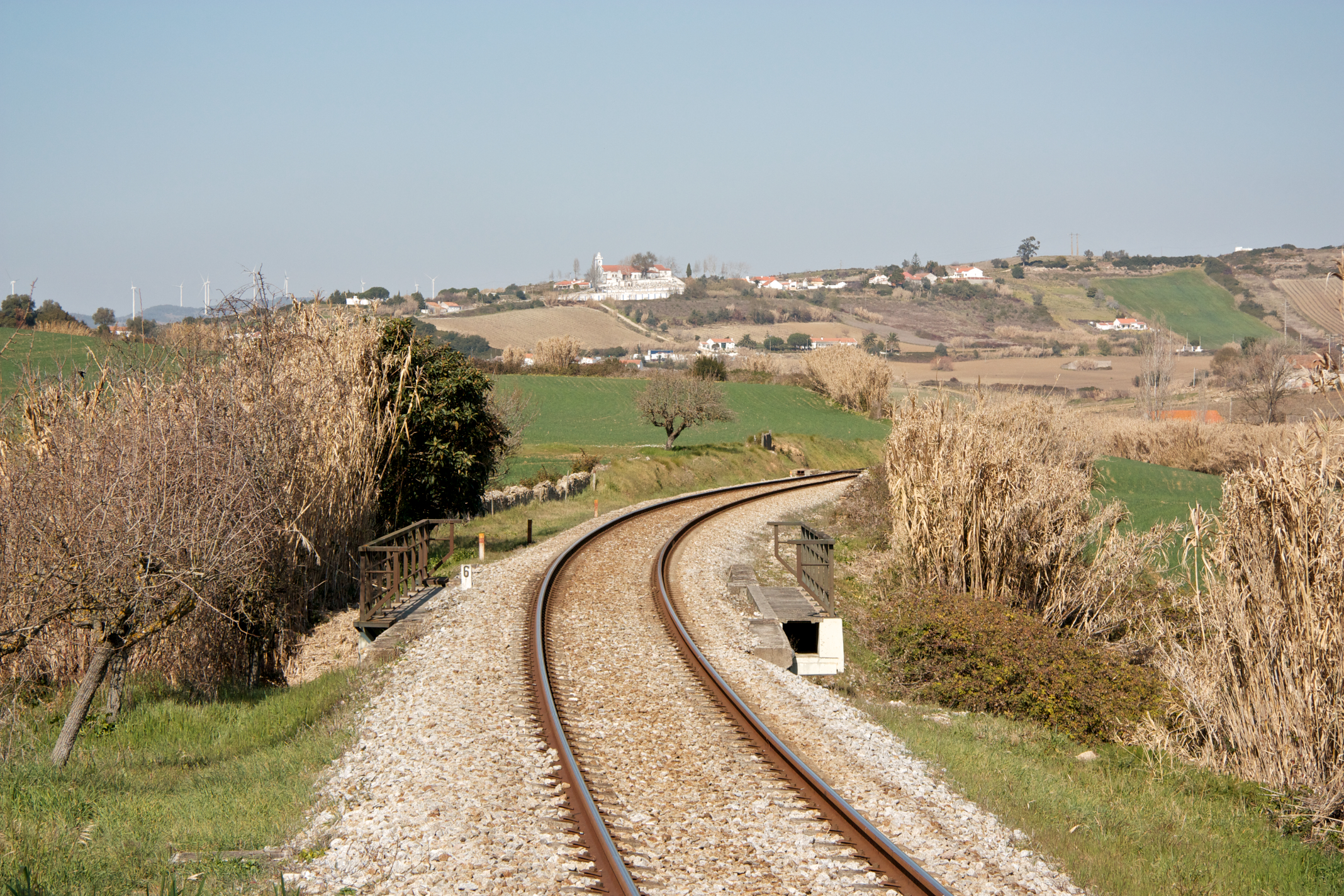
Vista na direção de Dois Portos, com a passagem inferior aos.

Esta interface situa-se no troço entre Agualva-Cacém e Torres Vedras, que foi aberto pela Companhia Real dos Caminhos de Ferro Portugueses em 21 de Maio de 1887.
Em 16 de Abril de 1905, reportou-se que estavam muito adiantadas as obras de construção deste apeadeiro, prevendo-se a abertura para o dia 1 de Maio desse ano.

Nos finais da década de 2010 foi finalmente aprovada a modernização e eletrificação da Linha do Oeste; no âmbito do projeto de 2018 para o troço a sul das Caldas da Rainha, o apeadeiro de Feliteira irá ser alvo de remodelação a nível das plataformas e respetivo equipamento; será eliminada a passagem de nível ao PK 52+719 e serão mantidas as passagens inferiores próximas (aos PK 51+391, 52+597, e 53+192).